# Sarmasag
Sărmășag (rumænsk: Sărmășag; ungarsk: Sarmaság) er en kommune i distriktet Sălaj i Crișana, Rumænien med 4.772 (2021) indbyggere.

## Geografi og klima
Kommunens ligger i en højde mellem 160 og 379 m. Klimaet er kontinentalt, den gennemsnitlige temperatur i januar er -3 °C, i juli 21.1 °C. Den gennemsnitlige årlige nedbør er ca. 627 mm. Området ligger i et kuldistrikt. Kommunen består af seks landsbyer: Ilișua (Selymesilosva), Lompirt (Szilágylompért), Moiad (Mojád), Poiana Măgura (Magurahegy), Sărmășag og Țărmure (Parttanya).